# Kasumi Suzuki
Kasumi Suzuki (鈴木かすみ) est une actrice et chanteuse japonaise née le 21 juin 1990 dans la préfecture de Kanagawa (Japon). Elle a été membre du groupe Doll's Vox composé que de filles.

## Filmographie

### Cinéma
- 2005 : Zoo
- 2007 : Gegege no Kitaro
- 2008 : Ren
- 2008 : Threads of Destiny / Akai Ito
- 2010 : Kaiki: Tales of Terror from Tokyo | Kaidan Shin Mimibukuro: Kaiki
- 2011 : Avatar / Abataa

### Télévision
- 2003 : Bakuryu Sentai Abaranger
- 2004 : Daisuki! Itsutsugo
- 2006 : Kamen Rider Kabuto
- 2007 : Shinigami no Ballad
- 2007 : Watashitachi no Kyōkasho / Our Textbook
- 2007 : Tantei Gakuen Q (Ep. 4)
- 2008 : Akai Ito
- 2011 : Detective Conan: Kudo Shinichi e no Chousenjou Kaicho Densetsu no Nazo